# Nicolas-Didier Boguet
Pour les articles homonymes, voir Boguet.
Didier Boguet, né le 18 février 1755 à Chantilly et mort le 1er avril 1839 à Rome, est un peintre et aquafortiste néoclassique français.

## Biographie
Fils du tailleur d’habits Jean-Baptiste Boguet et de Marie-Anne Mongault, Boguet dessine, très jeune, les sites des environs de Chantilly, les arbres, la forêt retenant spécialement son attention. Le prince de Condé encourage sa vocation précoce en l’envoyant, à l’âge de 23 ans, à Paris, où il le loge au Palais Bourbon du 8 octobre 1778 au 8 octobre 1780. Agréé, sur recommandation d’Augustin Pajou, à l’Académie royale de peinture et de sculpture, il étudie la peinture d’histoire pendant six ans.
Cinq ans plus tard, en 1783, son protecteur le confie aux bons soins du cardinal de Bernis, ambassadeur de Louis XVI auprès de Pie VI. Parti pour l’Italie avec l’intention d’y passer six mois, le jeune peintre parcourt Rome et les environs, peignant, dessinant, découvrant les grands maitres dans les églises et les musées. Il commence à se concentrer sur la peinture de paysage et, dès lors, passe ses étés à voyager et à peindre dans la campagne italienne, produisant des centaines de peintures. Il ne songe désormais plus à quitter l’Italie où il vivra jusqu’à sa mort.

« Il est aussi intéressant à étudier comme peintre que comme graveur. Dans le premier genre, il fut surtout un paysagiste. Ce n’est pas sans raison qu’on en a fait un disciple de Poussin et du Lorrain. Ses tableaux se font remarquer par un velouté extrême, une grande richesse de coloris, et une réelle noblesse de composition. Il excelle en la peinture des arbres. »

— Bénézit.
Vers la fin du XVIIIe siècle, plusieurs aristocrates européens lui passent des commandes de paysages italiens. C’est ainsi qu’il produisit, en 1795, pour le comte-évêque de Bristol, une Vue du lac d’Albano. Il envoie de Rome plusieurs tableaux aux Salons de Paris. Il débute en 1800 avec une Vue du Lac de Ménin. Principalement connu pour ses paysages extérieurs, Boguet représente néanmoins également des personnes. On lui doit d’excellents tableaux de batailles, notamment ceux qu’il exécute, sur l’ordre de Napoléon auquel, ayant été présenté en 1796, ce dernier l’a incité à produire des illustrations de ses campagnes dans la péninsule italienne. Un résultat notable de ce travail est la bataille de Castiglione : La bataille de Rivoli et Le Passage du Pô, à Plaisance. Dans ces toiles encore, il se révèle habile paysagiste par le soin spécial apporté dans la peinture du décor. Quelques biographes, notamment Nagler, ont reproché à Boguet d’être trop affecté et d’avoir trop servilement copié Gaspard Poussin.
Comme graveur, Boguet s’est surtout consacré à la reproduction à l’eau-forte de ses propres œuvres. Ayant joui, de son vivant, d’une grande réputation, il a laissé quelques estampes assez recherchées des collectionneurs. Élu, le 20 août 1825, correspondant de l’Institut de France, il est également membre de l’Académie romaine de Saint-Luc, de l’Académie des Beaux-Arts de Toscane et de la Congrégation des pieux et royaux établissements français à Rome. Ayant exposé aux salons de 1800 à 1836, il obtient, en 1819, une médaille de 2e classe.
À Rome, Broguet se lie d’amitié avec le peintre Guillaume Bodinier, qui y séjourne de 1822 à 1841. Il a également un ami très proche en la personne de Marius Granet qui séjourne, quant à lui à Rome de 1802 à 1824.
À sa mort le 1er avril 1839 à Rome, il est inhumé dans l’église Saint-Louis-des-Français, où son fils unique, Didier, élève, à sa mémoire, un monument sculpté par P. Lemoyne, en 1840. Il avait épousé une Française de Rome, morte en 1805 après six ans de mariage, lui laissant un fils, Nicolas-Didier, né à Rome en 1802, futur élève de son père. Il avait également un frère, Louis, sculpteur, mort à Rome et enterré à Saint-Louis-des-Français, comme lui.

## Iconographie
Jean-Jacques Feuchère a gravé son buste en marbre, aujourd’hui au musée des beaux-arts d'Angers. Guillaume Bodinier a peint son portrait à l’huile, aujourd’hui dans la collection de l’Accademia di San Luca. Jean-Pierre Saint-Ours a peint son portrait à l’huile.

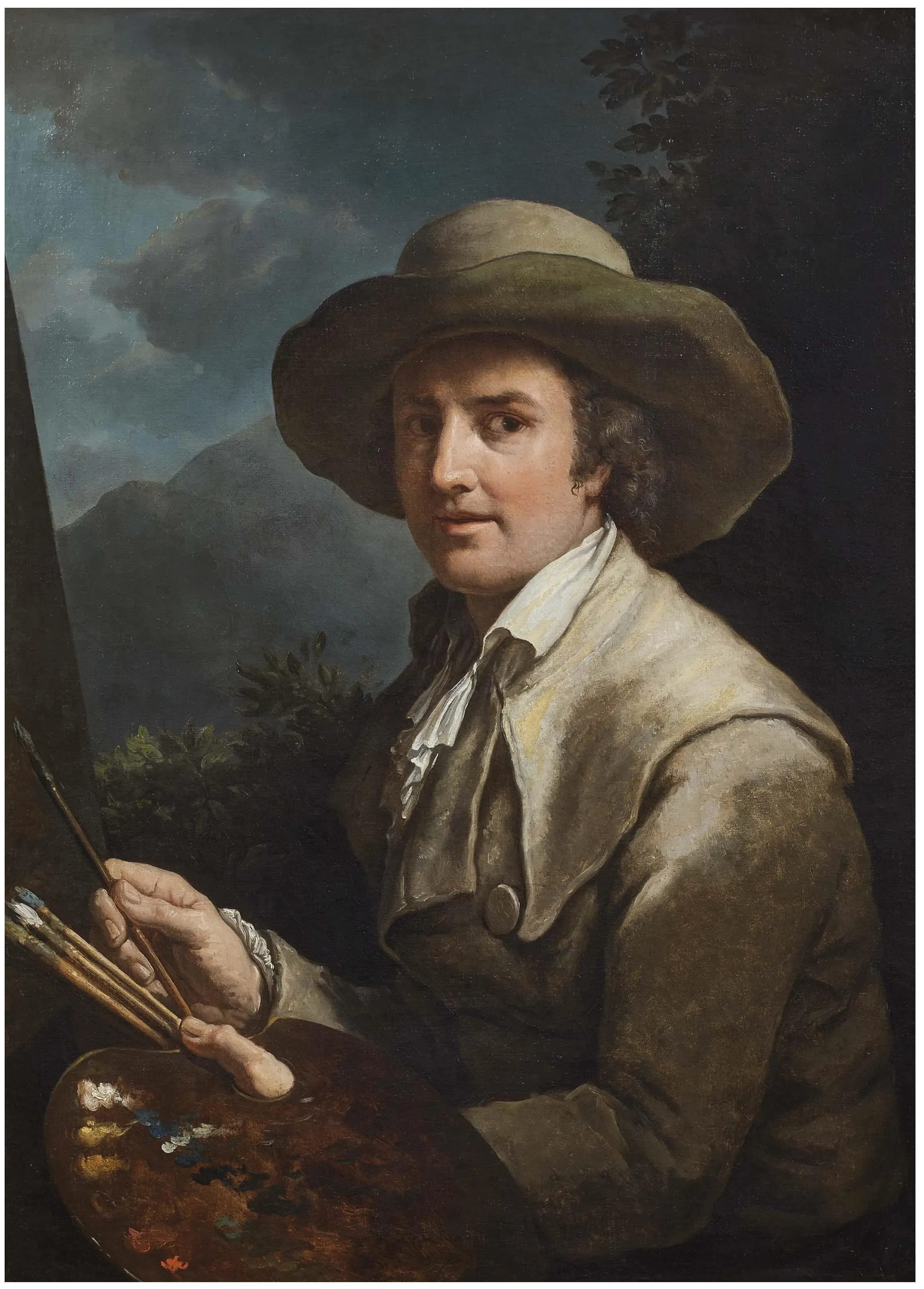
Jean-Pierre Saint-Ours, Portrait du paysagiste Nicolas-Didier Boguet, Rome, 1787.

## Conservation
Les musées d’Aix-en-Provence, Angers, Chantilly, Grenoble, Montpellier et Versailles possèdent certaines de ses œuvres.

## Œuvres
- Vue du lac de Nemi, près de Rome, prise au soleil couchant, 1800.
- Vue de la ville et du port d’Ancône, 1806.
- Paysages, 1808.
- La reine Andovare précipitée dans un torrent par ordre de Frédégonde, 1819, musée d’Amiens.
- Vue du lac d’Albano, musée de Grenoble.
- Vue du Campo-Vaccino.
- Vue de Saint Vito, près Subiaco , 1824. A appartenu au duc de Blacas.
- Vue du Tibre, près Rome, 1827.
- Vue de la villa Aldebrandini, à Frascati, 1827..
- Vue du champ de bataille de Rivoli, 1836.
- Le Passage du Pô sous Plaisance par l’armée française, le 7 mai 1796, musée de Versailles.
- La Prise d’Ancône, le 9 février 1797, galeries de Versailles.
- Intérieur d’un bois traversé par un chemin, musées d’Aix-en-Provence.
- Côtes d’Italie.
- Vue de la Villa Aldobrandini à Frascati.
- Cascatelles de Tivoli.
- Vue du lac d’Albano, musée de Grenoble.
- Trois Paysages, musée de Montpellier.
- Prise d’Ancône, 1797, musée de Versailles.
- Combat dans les gorges du Tyrol, 1797 , musée de Versailles.
- Paysage italien, Ateneum d’Helsinski.